# الديناميكا الكهربائية الكمية
نظرية الديناميكا الكهربائية الكمية (بالإنجليزية: Quantum Electrodynamics)‏ نظرية أرساها ريتشارد فاينمان للربط بين النظرية النسبية الخاصة وميكانيكا الكم وتعد هذه النظرية الصورة الكمومية من الكهرومغناطيسية التقليدية أو بتعبير علمي أدق فإنها تعد نظرية الحقل الكمومي للقوة الكهرومغناطيسية. وتشرح النظرية التآثر بين الضوء والمادة المشحونة كهربائيا. على سبيل المثال، هب أن بحوزتك إلكترونين، كما يمكن النظر إليها على حوصلة معادلة ديراك لوصف الإلكترونات ومعادلات ماكسويل لوصف الفوتونات، في النظرية التقليدية للكهرومغناطيسية، يعزو قانون كولوم التنافر الواقع بين الإلكترونين إلى المجال الكهربائي لكل إلكترون على حدة. في حين تعزو النظرية الكهرومغناطيسية الكمومية (نظرية كهرتحريك الكم) إلى تآثر متبادل حتّمه تبادل فوتونات افتراضية بين الإلكترونين. ولذا وصفت بأنها تدرس التآثر بين المادة (الإلكترونان) والضوء (الفوتونات الافتراضية). وتمثل هذه التبادلات بين الضوء والمادة برسم يسمى مخطط فاينمان. ويمثل هذا المخطط التآثرات الكمومية في الزمكان. ويمكن إعمال هذه النظرية على كل الظواهر الكهرومغناطيسية المتشاركة مع الجسيمات الأولية المشحونة ومنها على سبيل المثال:
1. إفناء إلكترون-بوزيترون
2. الإنتاج الزوجي
3. ظاهرة كومبتون

كما نمذجت بدقة انزياح لامب وعزم ثنائي الأقطاب الشاذ. كما تعد أولى نظريات الحقل الكمومي نجاحاً حيث وطدت أفكار افتطار المادة وإفنائها على أساس علمي فكانت سبباً في منح جائزة نوبل في الفيزياء لكل من ريتشارد فاينمان وجوليان شفينجر وسين توموناجا سنة 1965م.
يمكن اعتبار نظرية الكهروديناميكا الكمية بمثابة نظرية اضطراب الخاصة بالفراغ الكهرومغناطيسي الكمي. أطلق عليها ريتشارد فاينمان لقب «جوهرة الفيزياء» نظرًا لتنبؤها ببعض الكميات بدقة متناهية مثل: عزم الإلكترون المغناطيسي الشاذ، وانزياح لامب في مستويات طاقة ذرة الهيدروجين.

## منظور فاينمان عن الكهروديناميكا الكمية

### مُقدمة
ألقى فاينمان في أواخر حياته سلسلة من المحاضرات عن الكهروديناميكا الكمية تستهدف عوام الناس. دُونت تلك المحاضرات ونُشرت ككتاب من تأليف فاينمان بعنوان «الكهروديناميكا الكمية: النظرية الضوء والمادة العجيبة»، وما يلي هو شرح رياضي مُفصل للكهروديناميكا الكمية من وجهة نظر فاينمان.
يتكون طرح فاينمان للكهروديناميكا الكمية من ثلاثة أفعال أساسية:
- انتقال الفوتون من مكان وزمان معينين إلى مكان وزمان آخرين.
- انتقال الإلكترون من مكان وزمان معينين إلى مكان وزمان آخرين.
- امتصاص الفوتون أو انبعاثه من قبل إلكترون ما في مكان وزمان معينين.

عناصر مخطط فاينمان الرئيسية

تُمثل تلك الأفعال على صورة اختزالات بصرية بواسطة العناصر الأساسية الثلاثة في مخططات فاينمان: خط متموج لتمثيل الفوتون، وخط مستقيم لتمثيل الإلكترون، ونقطة تقاطع خطين مستقيمين مع خط متموج للتعبير عن امتصاص الإلكترون أو انبعاثه. جميع تلك العناصر مُوضحة في المخطط الجانبي.
إلى جانب التمثيل البصري اقترح فاينمان نوعًا آخر من الاختزالات للكميات العددية، وأطلق عليها سعات الاحتمال. إذ أن الاحتمال يساوي مربع القيمة المطلقة لسعة الاحتمال الكلية {\displaystyle {\text{probability}}=|f({\text{amplitude}})|^{2}}. فإذا انتقل فوتون ما من مكان وزمان {\displaystyle A} إلى مكان وزمان {\displaystyle B} تُكتب الكمية المُقترنة بهذا الفعل على صورة {\displaystyle P(A{\text{ to }}B)}. وتُكتب الكمية المقترنة بانتقال إلكترون من {\displaystyle C} إلى {\displaystyle D} هكذا{\displaystyle E(C{\text{ to }}D)}. ويرمز الرمز j إلى الكمية التي تخبرنا بسعة احتمال امتصاص الفوتون أو انبعاثه. ترتبط تلك الكمية بشحنة الإلكترون المُقاسة e ولكنها ليست نفس الشيء.
تقوم نظرية الكهروديناميكا الكمية على الافتراض القائل بأن التآثرات المعقدة بين الإلكترونات والفوتونات المتعددة يمكن تمثيلها باستخدام تجميعة مناسبة من وحدات البناء المذكورة بالأعلى، ومن ثم نستعين بسعات الاحتمال في حساب احتمال حدوث أي من تلك التآثرات المعقدة. وقد اتضح أنه يمكن إيصال فكرة الكهروديناميكا الكمية الأساسية بافتراض أن سعات الاحتمال المذكورة بالأعلى (P(A to B) وE(C to D) وj) يمكن التعامل معها مثلما نتعامل مع الاحتمالات الكلاسيكية التي نستخدمها في حياتنا اليومية (وهو تبسيط استخدمه فاينمان في كتابه).
قواعد سعات الاحتمال الأساسية التي سوف نستخدمها لاحقًا هي:
1. إذا كان من المحتمل أن يقع حدث ما بأكثر من طريقة فإن سعة احتمال الحدث تساوي مجموع سعات احتمال جميع الطرق الممكنة.
2. إذا انطوت عملية معينة على عدد من العمليات الفرعية المستقلة فإن سعة الاحتمال الخاصة بها تساوي حاصل ضرب سعات احتمال مكوناتها.

### البنية الأساسية
بدايةً دعنا نفترض أن لدينا إلكترون ما في مكان وزمن معينين (إذ يُرمز لتلك الحالة بالرمز العشوائي A) وفوتون في مكان وزمان آخرين (يرمز لهما بالرمز B). وهنا يبرز سؤال فيزيائي تقليدي: «ما هو احتمال العثور على الإلكترون في النقطة C وعلى فوتون في النقطة D؟». وأبسط طريقة لتحقيق تلك النتيجة هي انتقال الإلكترون من A إلى C (فعل أولي) وانتقال الفوتون من B إلى D (فعل أولي آخر). ومن خلال معرفتنا بسعات احتمال كلًا من تلك العمليات الفرعية (E(A to C) و P(B to D)) يمكن حساب سعة احتمال حدوث العمليتين مع بعضهما آنيًا عن طريق ضرب سعات الاحتمال الخاصة بهما طبقًا للقاعدة ب. وبتلك الطريقة نحصل على أبسط تقدير لسعة الاحتمال الكلية، ومن ثم يمكن الحصول على قيمة الاحتمال التقديرية عن طريق تربيع الكمية السابقة.

تشتت كومبتون

ولكن توجد عدة طرق أخرى تُفضي إلى نفس النتيجة. إذ يمكن للإكترون أن يصل إلى النقطة E حيث يمتص الفوتون المنطلق ثم يستأنف حركته حتى ينبعث منه فوتون آخر في النقطة F ثم يصل إلى النقطة C، بينما ينتقل الفوتون المنبعث إلى D. وفي تلك الحالة يمكن حساب احتمال تلك العملية المعقدة من جديد عن طريق معرفة سعات احتمال الخاصة بكل فعل أولي: انتقال إلكترون ثلاثة مرات، انتقال فوتون مرتين، امتصاص وانبعاث فوتون. ومن ثم نحسب سعة الاحتمال الكلية عن طريق ضرب سعات احتمال كل فعل بمفرده بالنسبة لأي نقطة مختارة ما بين E وF، ثم نستخدم القاعدة أ لحساب احتمال وقوع الحدث عن طريق جمع احتمالات جميع الطرق البديلة (وهي لا تُعد عملية أولية من ناحية عملية نظرًا إلى أنها تتضمن عملية التكامل). وعلاوة على ذلك توجد احتمالية أخرى: انتقال الإلكترون إلى النقطة G حيث ينبعث منه فوتون ينتقل إلى النقطة D، بينما ينتقل الإلكترون إلى النقطة H حيث يمتص الفوتون الأول قبل أن يصل في النهاية إلى النقطة C. وبطريقة مشابهة يمكن حساب سعات الاحتمال الخاصة بكل الاحتمالات الممكنة، وبالتالي نتمكن من الحصول على تقدير أفضل لسعة الاحتمال الكلية عن طريق إضافة سعات الاحتمال الجديدة لقيمة السعة الكلية الأصلية. وبالمناسبة تُعرف عملية تفاعل الفوتون مع الإلكترون في طريقه بظاهرة تشتت كومبتون.
يوجد عدد لانهائي من العمليات الانتقالية التي تتضمن امتصاص وانبعاث المزيد من الفوتونات. ويمكن وصف جميع تلك الاحتمالات بواسطة مخططات فاينمان. ويترتب على ذلك تعقّد حسابات سعات احتمال الناتجة، ولكن من الجدير بالذكر أنه كلما زاد المخطط تعقيدًا قل تأثير الاحتمالية المقترنة به على الناتج الكلي، ما يعني أنه لا ينقصنا شيء سوى بعض الوقت والجهد من أجل الوصول إلى حل دقيق بشكل كافي على حسب احتياجاتنا. هذا هو المبدأ الأساسي في الكهروديناميكا الكمية: من أجل حساب احتمال أي عملية تفاعلية بين الإلكترونات والفوتونات علينا أولًا أن نتصور جميع الطرق الممكنة التي يمكن تحقيق تلك العملية بواسطتها باستخدام مخططات فاينمان. يتضمن كل مخطط بعض الحسابات المحكومة بقواعد محددة لإيجاد سعة الاحتمال المقترنة بكل احتمالية.
يظل هذا المبدأ قائمًا عندما ننتقل إلى الوصف الكمي، ولكن علينا أولًا تبديل بعض المفاهيم. أولًا، رغم أنه من المتوقع وجود بعض القيود على الأماكن والأزمنة التي قد ينتقل إليها الإلكترون بحسب مشاهداتنا اليومية، فلا يصمد هذا الاعتقاد في نطاق الكهروديناميكا الكمية. إذ من المحتمل أن ينتقل إلكترون ما في النقطة A أو B بواسطة فعل أولي إلى أي مكان أو زمان في الكون بأكلمه، وذلك يشمل الأماكن التي لا يمكن الوصول إليها إلا بتخطي سرعة الضوء، والأزمنة المبكرة أيضًا (إذ أن انتقال الإلكترون عبر الزمن إلى الوراء مكافئ لانتقال البوزيترون عبر الزمن للأمام).

### سعات الاحتمال

استبدل فاينمان الأعداد المركبة بالأسهم الدوارة التي تبدأ من نقطة الانبعاث وتنتهي عند نقطة رصد الجسيم. يمثل مجموع الأسهم الاحتمال الكلي لوقوع الحدث. وفي هذا المخطط ينبعث الضوء من المصدر S ثم يرتد من عدة مقاطع من المرآة (الموضحة باللون الأزرق) قبل أن يصل إلى المرصد P. يجب أخذ مجموع جميع المسارات في عين الاعتبار. يوضح الشكل السفلي الزمن الكلي المُستغرق في قطع كل مسار من المسارات الموضحة بالأعلى.

تطرح ميكانيكا الكم تغيرًا مهمًا في طريقة حسابنا للاحتمالات؛ تُمثل الاحتمالات بالأعداد الحقيقية المعتادة التي نستخدمها في العالم الحقيقي، ولكن عملية حسابها تتضمن تربيع سعات الاحتمال التي نُعبر عنها بأعداد مركبة.
تجنب فاينمان الخوض في شرح رياضيات الأعداد المركبة في كتابه، وعوضًا عن ذلك استخدم طريقة بسيطة ودقيقة لتمثيل الأعداد المركبة باستخدام بضعة أسهم على ورقة أو شاشة. ويجب عدم الخلط بين تلك الأسهم وأسهم مخططات فاينمان التي تختزل العلاقة بين نقطتين في أبعاد المكان الثلاثة وبعد الزمن إلى شكل ثنائي الأبعاد. ويعتمد وصف العالم من وجهة نظر نظرية الكم بشكل أساسي على أسهم السعات. ويرتبط هذا المفهوم بأفكارنا التقليدية عن الاحتمالات بالقاعدة البسيطة التي تنص على أن احتمال وقوع حدث معين هو مربع طول سهم السعة المناظر. إذن لو افترضنا وجود عملية ما مرتبطة بسعات الاحتمال v وw فإن احتمال حدوث العملية يُعطى بأي من العلاقتين الآتيتين:
{\displaystyle P=|\mathbf {v} +\mathbf {w} |^{2}}
أو
{\displaystyle P=|\mathbf {v} \,\mathbf {w} |^{2}.}
أما قواعد الجمع والضرب المذكورة سابقًا فهي لم تتغير، ولكن بدلًا من جمع الاحتمالات أو ضربها علينا الآن أن نتعامل مع سعات الاحتمالات التي نعبر عنها بالأعداد المركبة.